# Ugia umbrina
Ugia umbrina là một loài bướm đêm trong họ Erebidae.